# Kórobovo
Kórobovo (en rus: Коробово) és un poble de l'óblast de Vladímir, a Rússia, segons el cens del 2010 tenia vuit habitants. Pertany al districte municipal de Sóbinka.